# Powiat Pyrzycki
Der Powiat Pyrzycki ist ein Powiat (Kreis Pyritz) im Südwesten der polnischen Woiwodschaft Westpommern.

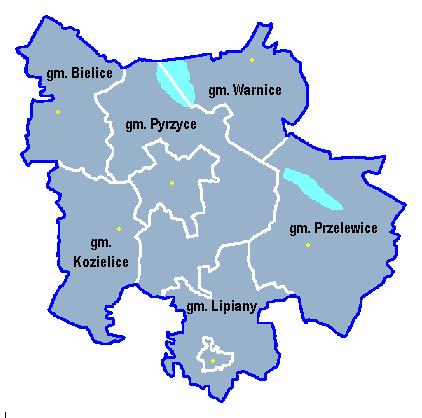
Verwaltungseinteilung des Powiat Pyrzycki

## Gemeinden
Der Powiat Pyrzycki umfasst insgesamt sechs Gemeinden: Zwei Stadt-und-Land-Gemeinden und vier Landgemeinden:

### Stadt-und-Land-Gemeinden
- Lipiany (Lippehne)
- Pyrzyce (Pyritz)

### Landgemeinden
- Bielice (Beelitz)
- Kozielice (Köselitz)
- Przelewice (Prillwitz)
- Warnice (Warnitz)

## Nachbarlandkreise
|                               |                                             | Powiat Stargardzki Stargard |
| Powiat Gryfiński Greifenhagen | Kompassrose, die auf Nachbargemeinden zeigt |                             |
|                               | Powiat Myśliborski Soldin                   |                             |